# Pipunculus talgarensis
Pipunculus talgarensis är en tvåvingeart som beskrevs av Kuznetzov 1991. Pipunculus talgarensis ingår i släktet Pipunculus och familjen ögonflugor.
Artens utbredningsområde är Kazakstan. Inga underarter finns listade i Catalogue of Life.